# Macrophthalmidae
Famille
Les Macrophthalmidae sont une famille de crabes.
Elle comprend 65 espèces en sept genres.

## Liste des genres
Selon World Register of Marine Species (15 janvier 2017) :
- sous-famille Ilyograpsinae Števčić, 2005
  - genre Apograpsus Komai & Wada, 2008
  - genre Ilyograpsus Barnard, 1955
- sous-famille Macrophthalminae Dana, 1851
  - genre Australoplax Barnes, 1966
  - genre Chaenostoma Stimpson, 1858
  - genre Enigmaplax Davie, 1993
  - genre Euplax H. Milne Edwards, 1852
  - genre Hemiplax Heller, 1865
  - genre Lutogemma Davie, 2008
  - genre Macrophthalmus Desmarest, 1823
  - genre Tasmanoplax Barnes, 1967
  - genre Venitus Barnes, 1967
- sous-famille Tritodynamiinae Števčić, 2005
  - genre Tritodynamia Ortmann, 1894

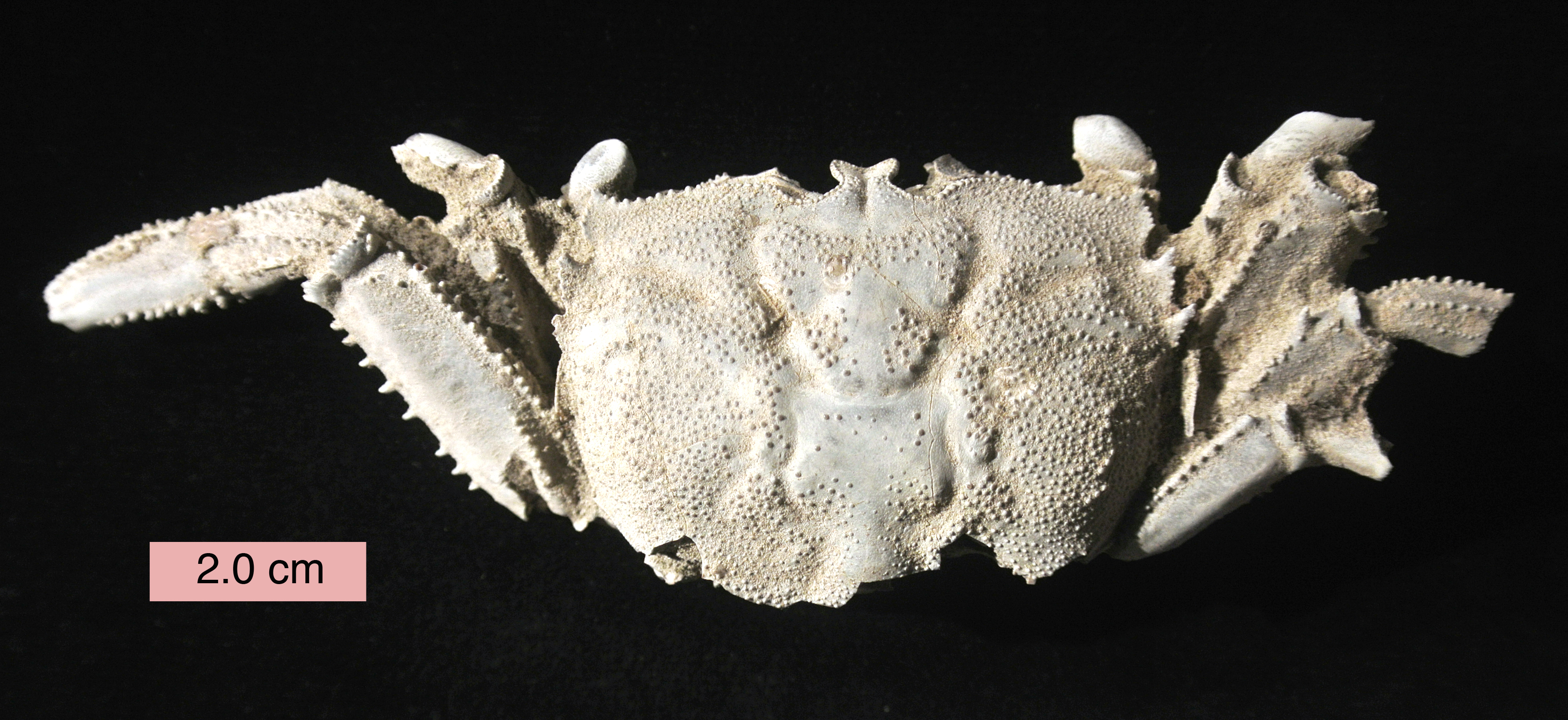
Macrophthalmus latreillei (fossile)
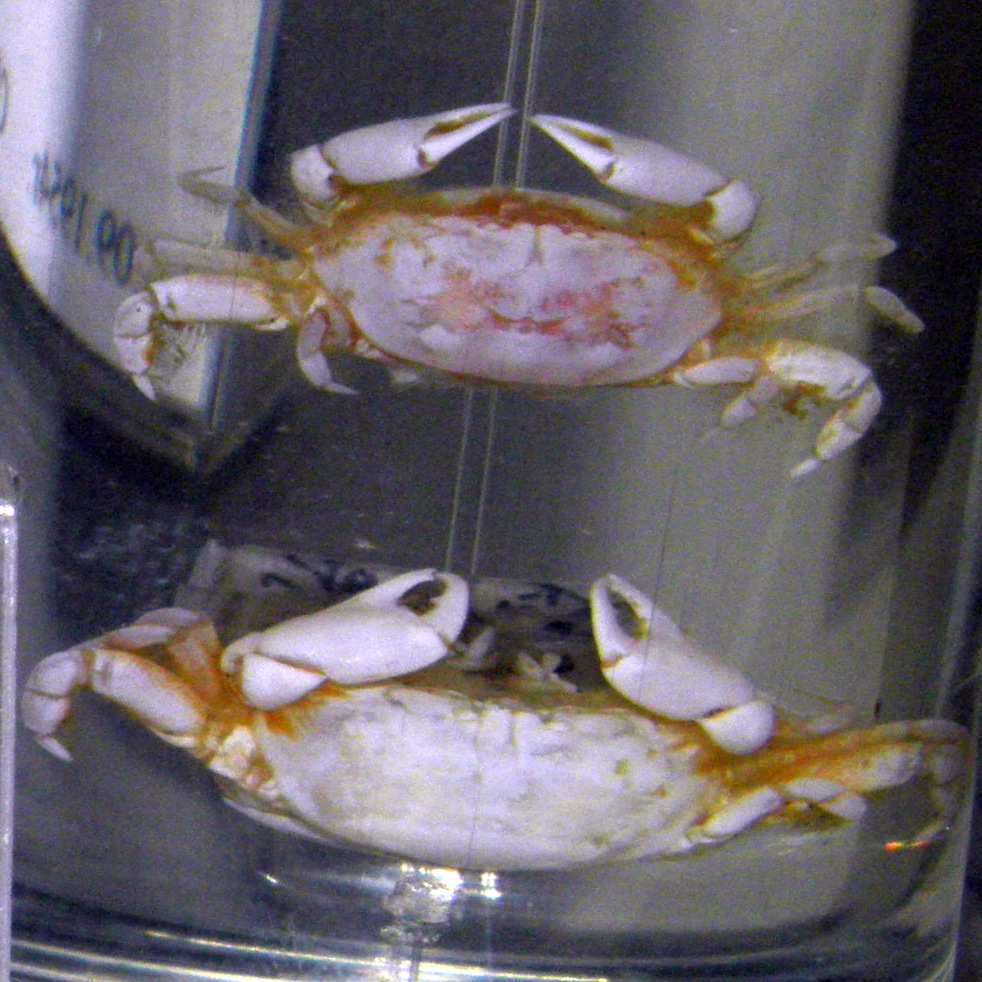
Tritodynamia rathbunae